# Night-Rider!
Night-Rider! is het tiende muziekalbum van de fluitist Tim Weisberg. Zijn uitstap naar United Artists Records is alweer achter de rug en ook de Tim Weisberg Band is ter ziele. Hij keerde terug naar A&M-maatje Lynn Blessing. Het album is opgenomen in de Record Plant in Sausalito, Californië.

## Musici
- Tim Weisberg – dwarsfluit
- Bobby Wright, Lynn Blessing – keyboards
- Art Johnson (ook uit de oude band), Jim Krueger, John Leslie Hug – gitaar
- Reggie McBride, Doug Anderson – basgitaar
- Rick Jaeger, Joe Correro –slagwerk

## Composities
- Kant 1

1. Westchester faire (Weisberg, Wright) (3:14)
2. Midsummer’s dream (Weisberg, Blessing) (4:16)
3. Touchstone (Wright)(3:15)
4. Yesterday;s dreams (Weisberg, Blessing)(1:51)
5. Won’t be coming back (Wright)(3:21)
6. Canterbury Tales (Weisberg)(2:00)

- Kant 2

1. Moonchild (Blessing)(3:21)
2. Shadows in the wind (Wright)(3:40)
3. Friends (Fred Selden) (2:14)
4. Night rider (Weisberg, Wright,Jager,McBride,Kruger)(2:41)
5. Wings of fire (Weisberg, Blessing) (2:01)
6. Nightsongs (Weisberg, Blessing) (3:19)

De elpee bevat als binnenhoes een "special lyric suite", dat geheel leeg is; het album bevat alleen instrumentale muziek. De hoes laat Weisberg zien als wielrenner in de nacht; wielrennen is zijn hobby.